# Transporte en Guadalajara

Red de Movilidad del Área Metropolitana de Guadalajara - Mi Movilidad

El transporte en Guadalajara, México, está compuesto por dos sistemas de transporte público masivo, administrados por la empresa paraestatal SITEUR. En servicios ferroviarios, SITEUR opera 3 líneas de tren eléctrico y un servicio de rutas alimentadoras denominado SITREN, las cuales parten de las terminales poniente, oriente y central del tren y prestan servicio a los municipios de Guadalajara, Zapopan y Tonalá. SITEUR también administra el sistema BRT, Mi Macro, que cuenta con 15 rutas de autobuses alimentadores, mismas que parten de las estaciones del BRT hacia los municipios de Tlaquepaque, Tlajomulco de Zúñiga, El Salto y Zapotlanejo.

## Transporte masivo

### Sistema de Tren Eléctrico Urbano

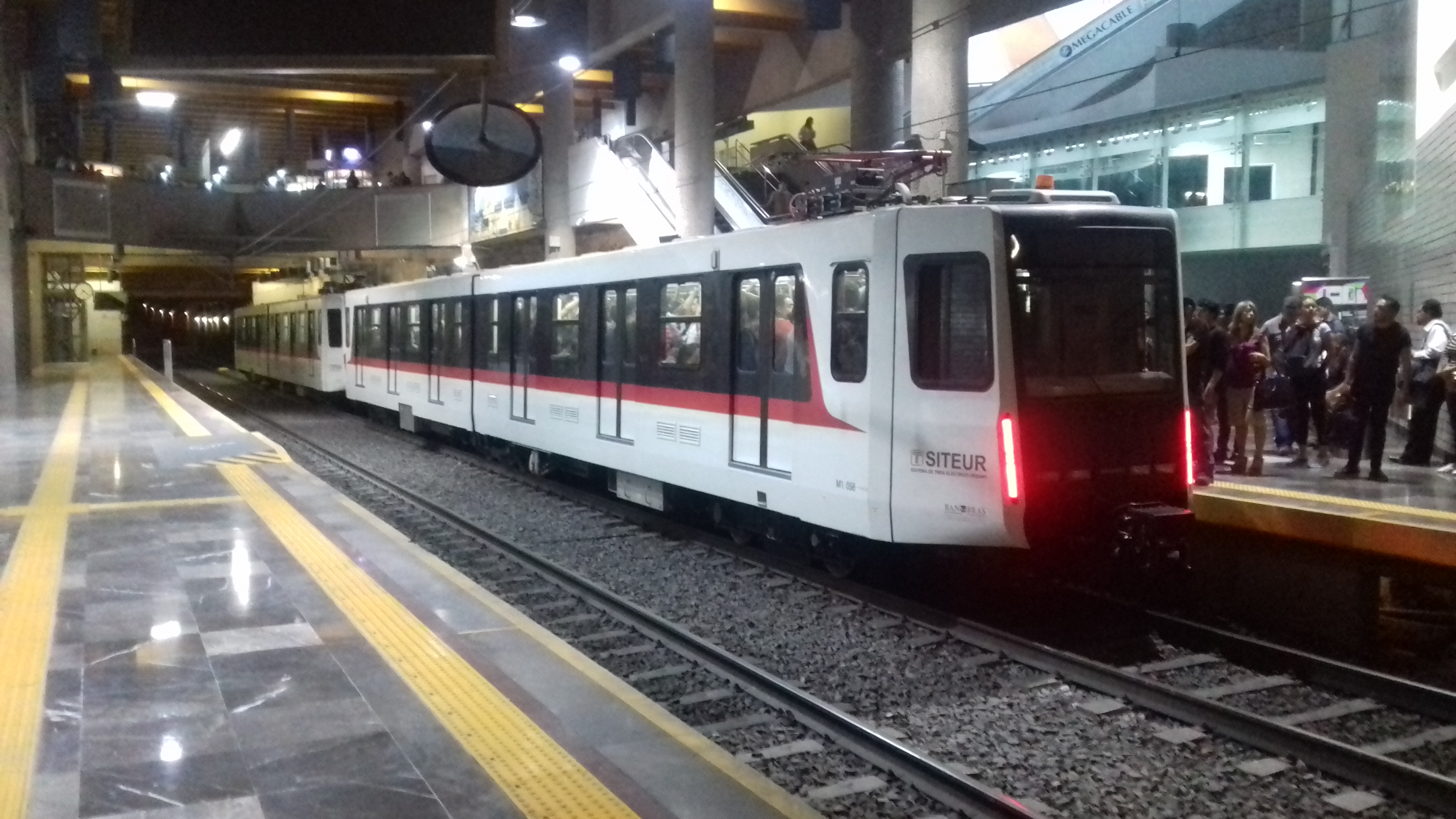
Estación Juárez II de la línea 2.

El Sistema de Tren Eléctrico Urbano (abreviado a SITEUR), también denominado Mi Tren y conocido coloquialmente como Tren Ligero o el Tren, es un sistema de ferrocarril metropolitano que presta servicio al área metropolitana de Guadalajara en Jalisco, México.
Actualmente cuenta con tres líneas más una en construcción, cada una con un número y color distintivo. La Línea 1 (rojo) corre desde Periférico Sur hasta Auditorio, y cuenta con 20 estaciones en sus 16.5 km; mientras que la Línea 2 (verde) corre de Juárez a Tetlán, y tiene 10 estaciones en sus 8.7 km. La Línea 3 (rosa mexicano) corre desde Arcos de Zapopan hasta Central de Autobuses, tiene 18 estaciones en 21.5 km, y la futura Línea 4 (naranja) correrá desde Las Juntas hasta Tlajomulco Centro, y contará con 9 estaciones en 21.2 km

 La línea 1 es la más antigua del Sistema de Tren Eléctrico Urbano (SITEUR). Anteriormente su color distintivo era el azul, pero tras la remodelación de las estaciones y la ampliación de la línea (llevada a cabo del 2011 al 2018) su color distintivo cambió al rojo.

La línea 2 es la segunda en haberse construido, tiene una extensión de 9.6 km y se hizo con el objetivo de agilizar el transporte público en el centro de la ciudad a través de transporte ferroviario urbano. Su construcción comenzó en enero de 1992 y fue terminada el 1 de julio de 1994. La inauguración de esta línea se realizó el 1 de julio de 1994 y fue encabezada por el entonces gobernador de Jalisco Carlos Rivera Aceves (interino) y por el entonces presidente de México Carlos Salinas de Gortari. De las tres líneas existentes, esta es la más corta de la red y su color distintivo es el verde.

La línea 3 inició su construcción el 7 de agosto de 2014, y fue inaugurada el 12 de septiembre de 2020, siendo esta línea la única en ser financiada en su totalidad por la federación. Su color distintivo es el rosa mexicano. Esta nueva línea trascendió por 3 sexenios federales antes de ser concretada.

La Línea 4 del Tren Eléctrico Urbano de Guadalajara será la cuarta línea del Sistema de Tren Eléctrico Urbano. Tendrá 21,1 km de extensión e irá desde «Las Juntas» en Tlaquepaque, conectando con Mi Macro Calzada y Mi Macro Periférico, hasta la cabecera municipal de Tlajomulco.

#### Sistema Integral del Tren Ligero

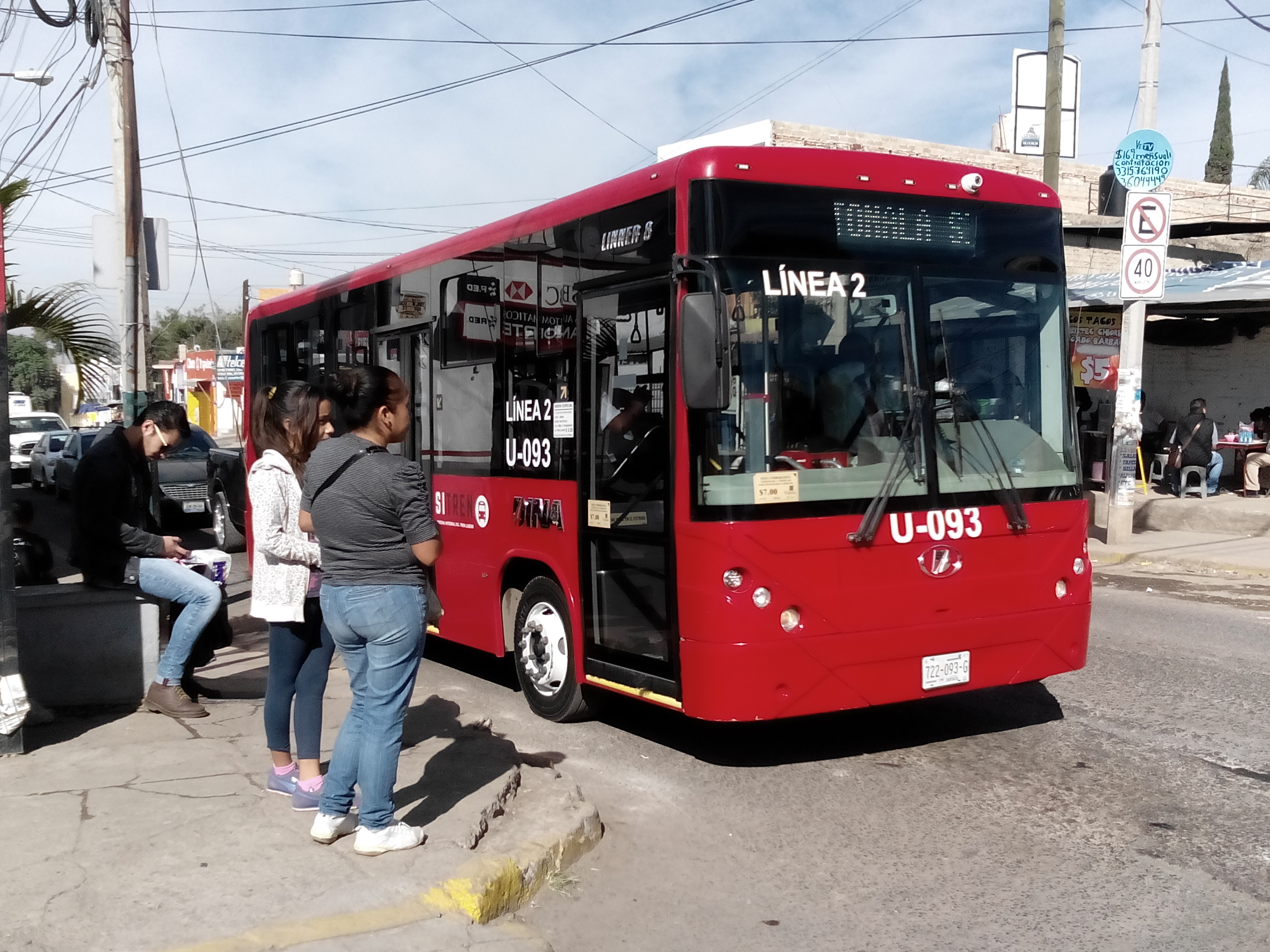
Unidad del SiTren en la terminal Tetlán, próxima a la estación homónima del Tren Eléctrico.

El Sistema Integral de Tren Ligero (SITREN) (anteriormente PreTren) es el servicio de autobuses semi-articulados que prestan servicio como alimentadores del Sistema de Tren Eléctrico Urbano en Jalisco, México. Dio inicio a sus operaciones el 5 de enero de 2007. Sirve a los municipios de Guadalajara, Zapopan y Tonalá.

| Líneas del SiTren           |                                      |                              |
| Ruta                        | Origen                               | Destino                      |
| 1: Juárez- Aviación         | Juárez                               | Central Camionera de Zapopan |
| 1-B: Aviación- CUCBA- Venta | Central Camionera de Zapopan         | CUCBA                        |
| 2: Tetlán- Tonalá           | Tetlán                               | Tonalá Centro                |
| 3: Trolebús (400)           | Mercado Felipe Ángeles               | Los Arcos                    |
| 4: V. Molinos- Zapopan      | Fraccionamiento Valle de Los Molinos | Periférico Belenes           |

La ruta arranca en Av. Juárez y Calzada del Federalismo, continuando por toda la Av. Vallarta hasta el Anillo Periférico. De regreso recorre Av. Vallarta hasta la Glorieta Minerva, tomando Av. López Mateos Norte, Av. Hidalgo y finalmente Calzada del Federalismo para iniciar el recorrido nuevamente.
Cuenta con un servicio especial en domingos, ya que la Vía RecreActiva obstruye el paso de la ruta en una sección, por lo que para evitar suspender el servicio se circula por una vía alterna.

El 29 de enero de 2015, el entonces gobernador de Jalisco, Aristóteles Sandoval, anunció una ampliación del sistema alimentador del tren eléctrico, ahora bajo el nombre de SITREN, acrónimo de Sistema Integral del Tren Ligero.
La recién creada línea 2 del SITREN inició operaciones el 3 de febrero de 2015. Esta línea se desarrolló para el municipio de Tonalá, dando servicio a las colonias de Zalatitán, Basilio Vadillo, Bosques de Tonalá y Educadores. Su derrotero inicia en la estación Tetlán de la línea 2 del tren eléctrico, y continúa por las avenidas María Reyes, Juárez (Zalatitán), Gigantes, Ruperto García del Alba, Juan Gil Preciado (Tonalá), Encino, Juan de Dios Robledo, De los Maestros, Tonaltecas y finaliza en la calle Emiliano Zapata a la altura de la Glorieta a la Artesanía Tonalteca, retornando por la calle Zaragoza para regresar hacia Tetlán. Esta línea fue de gran importancia puesto que Tonalá padece un fuerte rezago en cuanto a transporte público y la calidad de sus calles y avenidas es paupérrima.
La línea 3 arrancó operaciones el 2 de febrero del 2016, sustituyendo a la antigua ruta 400 del trolebús, ahora en manos de SITEUR. Sigue el mismo recorrido de 34 km que tenía la ruta original, desde la calle Felipe Ángeles hasta la cercanía de la glorieta Minerva. Cuenta con 54 paradas.
Es importante mencionar que para esta línea solo se adquirieron trolebuses modernos con la capacidad de desconectarse de las catenarias en caso de descompostura o incidentes en las vialidades para no obstruir la ruta. Se compraron 25 unidades, de las cuales inicialmente 5 contaban con máquinas de recarga para tarjeta.
El 26 de noviembre de 2018, se amplió el sistema con la adición de la línea 4 del SITREN, con inicio en Zapopan Centro y destino en Valle de los Molinos. Esta línea surge con la idea de alimentar a la línea 3 del tren eléctrico, entonces aún en construcción.
El 15 de octubre se firmó un convenio con el que se crea una extensión de la línea 1, denominada línea 1-B. Esta extensión surge debido a la necesidad de transporte de los estudiantes del Centro Universitario de Ciencias Biológicas y Agropecuarias. La ruta resuelve una problemática de 40 años, ya que el transporte público desde y hacia el centro universitario siempre ha sido deficiente. Además, esta ruta benefició a los trabajadores de El Bajío, zona por la cual circula esta línea.

### Mi Macro
La ciudad cuenta con un sistema de autobús de tránsito rápido (BRT por sus siglas en inglés) denominado Mi Macro, inaugurado el 10 de marzo de 2009. El sistema consiste de 2 líneas, Mi Macro Calzada, que corre sobre el corredor calzada Independencia-Gobernador Curiel, y Mi Macro Periférico, que recorre la mayor parte del anillo periférico Manuel Gómez Morin.
Se tiene contemplada la construcción de 2 corredores más, entre ellos, Mi Macro Aeropuerto, que irá desde el cruce de Periférico Sur con Carretera a Chapala hasta el Aeropuerto.

#### Calzada

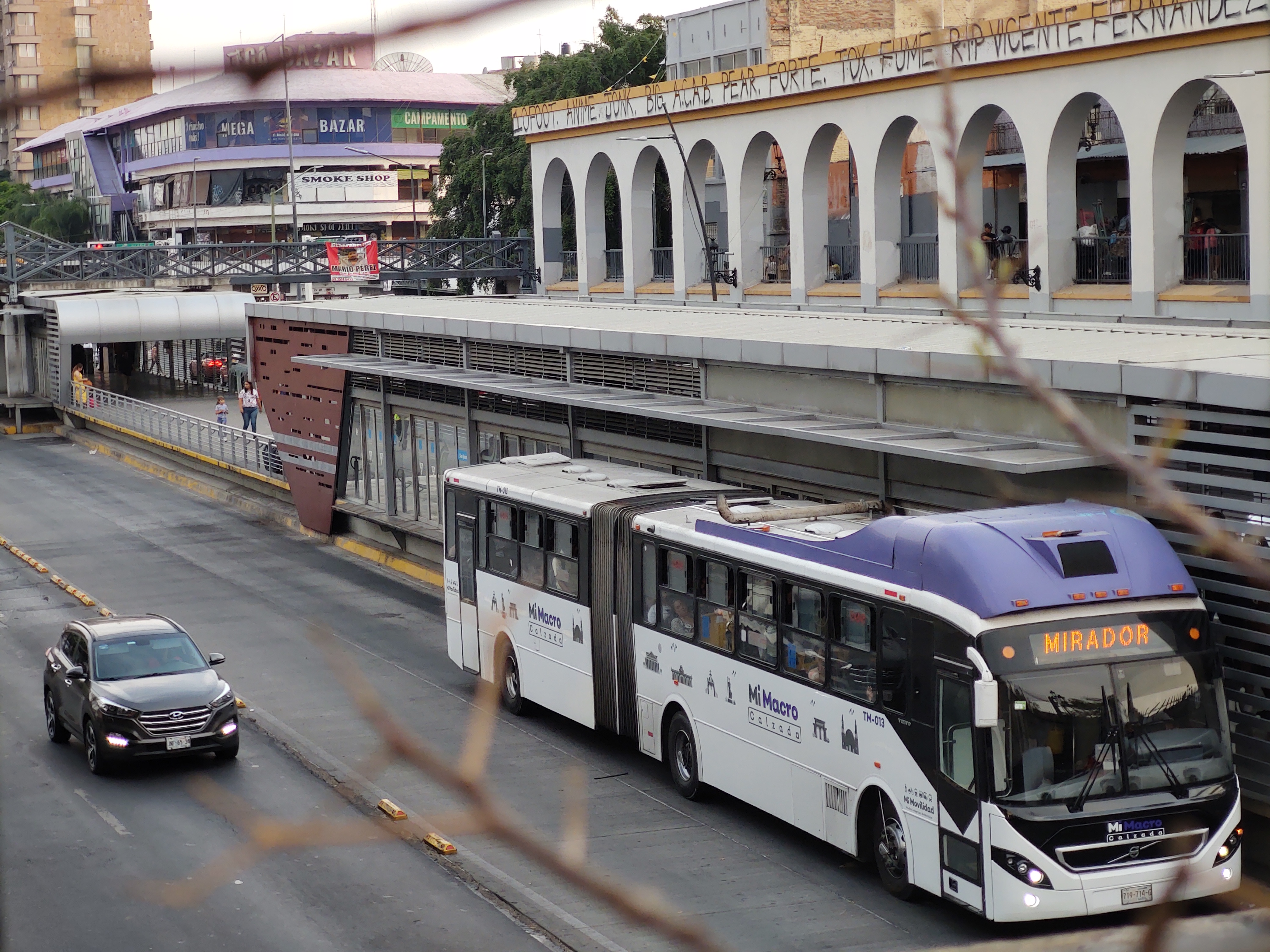
Mi Macro Calzada en servicio Parador en la estación San Juan de Dios.

Mi Macro Calzada cuenta con 27 estaciones, 41 autobuses articulados y 15 rutas alimentadoras con 103 unidades que parten de las estaciones Huentitan, Independencia Norte y San Patricio, en el norte y López de Legazpi, Clemente Orozco, Escultura y Fray Angélico, en el sur. Dichas rutas Alimentadoras se comunican a los municipios de Guadalajara, Tlaquepaque y El Salto.
La ruta de Mi Macro Calzada abarca toda la Calzada Independencia - Gobernador Curiel, además de un pequeño sector en las avenidas Escultura y Fray Angelico, partiendo de la estación Fray Angelico en la colonia Miravalle, hasta la estación Mirador, en el Mirador de la Barranca de Huentitan.
Cuenta además, con una vía express que opera desde la estación Fray Angelico, hasta la estación Mirador, prestando servicio solo en 10 estaciones además de las dos terminales.

#### Periférico

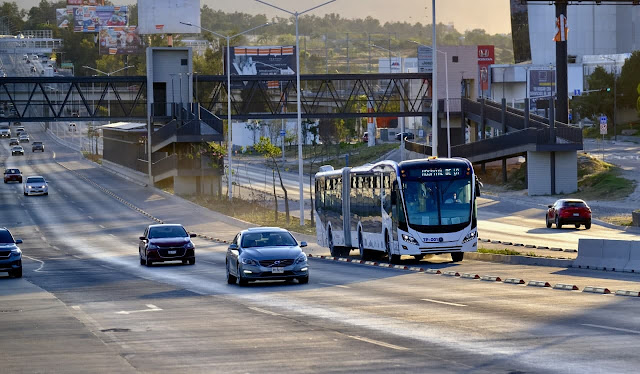
Unidad de Mi Macro Periférico sobre el carril exclusivo.

Mi Macro Periférico es la segunda línea del BRT que cuenta con 42 estaciones desde la Barranca de Huentitán a Carretera a Chapala, conecta con Mi Macro Calzada, la Linea 1 y 3 del tren eléctrico, con la Linea 1, 1-B y 4 del SiTren y con la C-98 de Mi Transporte Eléctrico, cuenta con tres rutas troncales, tres complementarias y 7 alimentadoras se inauguró el 30 de enero del 2022
La T01 recorre todo el circuito del Periférico, desde Carretera a Chapala hasta la Barranca de Huentitán. La T02 corre desde Barranca de Huentitán hasta Chapalita Inn, y la T03 solo corre desde Carretera a Chapala hasta Chapalita Inn.

## Movilidad no motorizada

### Mi Bici
MiBici es un servicio de transporte público basado en una red de bicicletas compartidas. El servicio tiene presencia en el área metropolitana de Guadalajara, con estaciones en Guadalajara, Zapopan y Tlaquepaque. 
MiBici es un proyecto del Gobierno del Estado de Jalisco, siendo coordinado por la Agencia Metropolitana de Servicios de Infraestructura para la Movilidad (AMIM) con el fin de fomentar el uso de transporte masivo mediante medidas complementarias de transporte personal como las bicicletas.

## Autobuses
Actualmente la ciudad cuenta con una vasta red de autobuses urbanos y suburbanos, los cuales se encargan de prestar servicio en los municipios conurbados de Guadalajara, Zapopan, Tlaquepaque, Tonalá, Tlajomulco de Zúñiga, Juanacatlán, Ixtlahuacán de los Membrillos, El Salto y Zapotlanejo. Se dividen en tres categorías que son Urbanos, Suburbanos y Características Especiales.

### Mi Transporte
La red actual de rutas urbanas de Guadalajara tuvo su origen como Sistema Integral de Transporte (SITRAN). Fue creado el 8 de mayo de 2017 con el objetivo de mejorar el transporte público en el área metropolitana de Guadalajara. Su meta era eliminar el antiguo modelo "Hombre-Camión" y migrar hacia el modelo "Ruta-Empresa", eliminando así la competencia entre conductores, causante de accidentes y caos vial. Para lograrlo, se inició con la renovación de unidades, instalando lectores de tarjetas, alcancías y pantallas que indican las paradas. De esta manera, se reducen las responsabilidades del conductor, permiténdole enfocarse en conducir.
Para utilizar las rutas en el sistema, existían tres opciones de pago: efectivo exacto ($9.50), tarjeta electrónica (Innovacard) o vale de descuento preferencial (bienevale y transvale). Para este último, era necesario depositar $1.00. En marzo de 2019, el sistema cambió su nombre a Mi Transporte, pero mantuvo la misma dinámica de pago con la excepción del pago con vales preferenciales, mismos que fueron eliminados en favor de tarjetas electrónicas con la misma función.

#### Mi Transporte Eléctrico

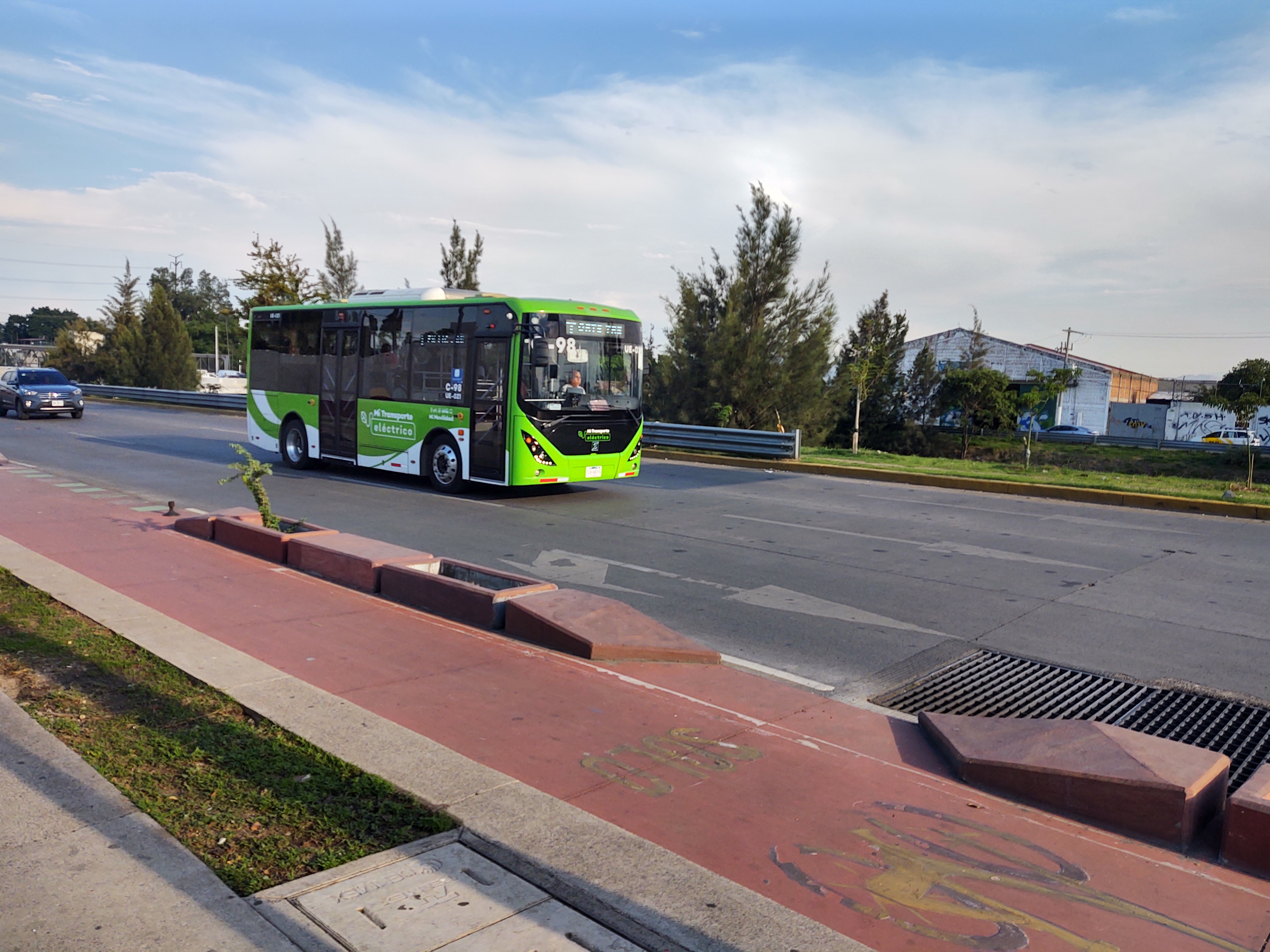
Unidad de Mi Transporte Eléctrico sobre Periférico Norte a la altura de El Batán.

En julio de 2021, se lanzó la primera ruta de transporte público 100% eléctrica en el país. La ruta C98 (antes conocida como 368 CUT), que va desde la estación  Periférico Norte de la Línea 1 del Tren Eléctrico hasta el Centro Universitario de Tonalá. A partir del 1 de agosto de 2021, se creó una extensión de la ruta hasta el Aeropuerto Internacional de Guadalajara.
| Mi Transporte Eléctrico |                              |                                         |
| Ruta                    | Origen                       | Destino                                 |
| C98 CUTonalá            | Estación Periférico Norte L1 | Centro Universitario de Tonalá          |
| C98 Aeropuerto          | Estación Periférico Norte L1 | Aeropuerto Internacional de Guadalajara |

### El Búho Nocturno
El Búho Nocturno fue un servicio de transporte público que se implementó en una decena de rutas diseñadas especialmente para el horario de 23:00 a 05:00 horas. La decisión de crear este servicio se basó en el estudio de origen-destino que se realizó en 2008 por el Centro Estatal para la Investigación del Transporte en el Estado (CEIT). El proyecto surgió debido a las peticiones de los ciudadanos a través de la página de Rutas Jalisco y diferentes foros..
El 23 de septiembre de 2011 fue inaugurado el servicio normal de transporte público nocturno "El Búho Nocturno". Durante su primera etapa en la ciudad, se creó una red de transporte compuesta por 10 rutas especialmente diseñadas para operar en distintos puntos de relevancia, la mayoría con destino al centro de Guadalajara, donde se ubicaba la estación central en el Jardín de San Francisco. Se destaca que esta red cubrió una distancia total de 309.3 kilómetros.
El 16 de enero del 2012 se ampliaron las rutas G y E del servicio normal nocturno. El 4 de abril de 2012 se realizaron ajustes en los horarios y servicios del servicio nocturno de transporte público. Se redujo el horario de operación de las 23:00 a las 3:00 horas (en lugar de hasta las 5:00 horas) y se eliminaron las rutas G Miramar y E San Agustín, además de reducir el número de días de operación en cuatro de las rutas.
La Secretaría de Vialidad y Transporte (SVyT) anunció ajustes en las rutas del Búho Nocturno. Las rutas B Base Aérea, C Circuito, D Crucero La Coronilla y F Plaza Galerías operarían únicamente de miércoles a domingo. La ruta H se extendería hasta Chulavista, y la A1 llegará a la colonia Miravalle. Las rutas H Santa Fe, I Tetlán y J Tonalá brindarán servicio de lunes a domingo.
El servicio de transporte público normal nocturno fue retirado completamente a principios del año 2013, luego de que empezara a detener sus servicios desde el año 2012..

#### Características
Horario de servicio de 23:00 a 03:00 horas. Se cuenta con 46 unidades en servicio distribuidas en 8 rutas con 344 paradas y se cubren 309.3 kilómetros de red de cobertura, beneficiando a 1 113 047 ciudadanos. Las paradas están establecidas con frecuencia programada y el sistema de pago es a través de monedero electrónico. Cada unidad está equipada con 3 cámaras de vigilancia y torretas de identificación. El esquema de operación contempla ascensos y descensos en zonas concurridas y con iluminación adecuada, además de corridas establecidas con horario fijo en cada parada y supervisión de la policía preventiva.

### Centrales de autobuses terrestres
Guadalajara cuenta con varias centrales o terminales de autobuses repartidas a lo largo de su área metropolitana.
Las principales centrales de autobuses del área metropolitana de Guadalajara son las siguientes:
- Antigua Central Camionera de Guadalajara
- Nueva Central Camionera de Guadalajara
- Central Camionera de Zapopan
- Central Camionera Sur de Tlaquepaque
- Antigua Central Camionera de Tlajomulco
- Nueva Central Camionera de Tlajomulco
- Central Camionera de Chapala
- Central de Autobuses de Cajititlán

#### Antigua Central Camionera

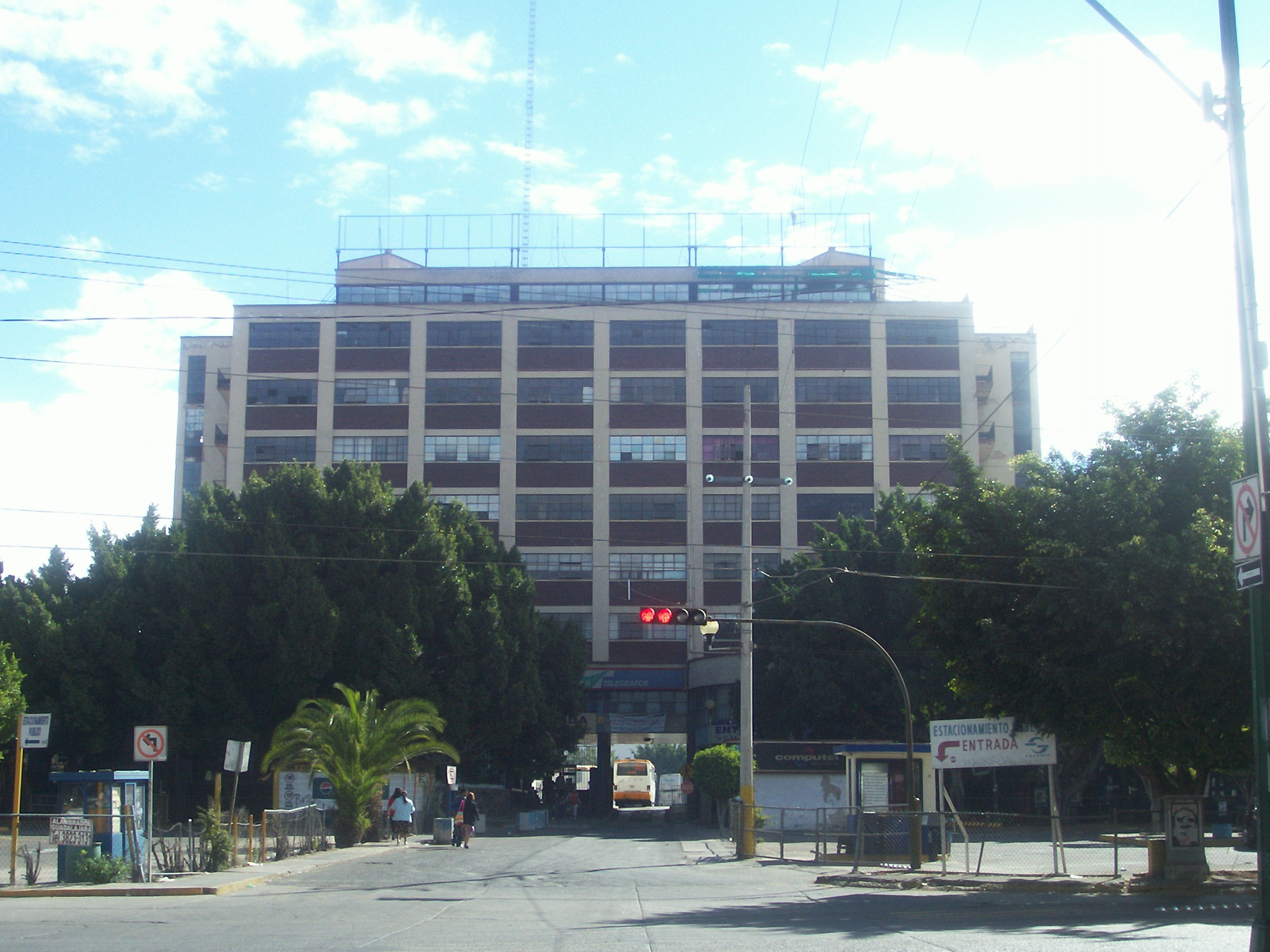
Antigua Central de Autobuses.

En el terreno actual de la antigua central originalmente se levantaba un gran panteón llamado Cementerio de Santa María de los Ángeles, inaugurado el 2 de noviembre de 1829, y en 1833, por una gran epidemia de cólera asiática que atacó a la ciudad; en ese tiempo era la orilla de la ciudad. Este camposanto fue casi "llenado"; se estima que entre agosto y septiembre de ese año murieron a causa de la epidemia 3200 tapatíos.
Cien años después, la zona alrededor del panteón ya había sido urbanizada. La ciudad seguía creciendo hacia el sur muy de prisa hacia el barrio de Analco, el parque Agua Azul y Mexicaltzingo. Se pensó que sería muy conveniente arreglar el viejo bulevar que llevaba a San Pedro Tlaquepaque y la región de los altos, así que se le abrió una brecha al costado sur de dicho panteón.
Tiempo después, el Cabildo municipal de Guadalajara adquirió el terreno del cementerio que tenía una extensión superficial de 33 270 metros cuadrados y se construyó en el lugar el flamante Estadio Municipal de Guadalajara. Edificado por los ingenieros Aurelio Aceves y Salvador Ulloa, contaba con un cupo de 18,000 espectadores y tuvo un costo de ciento sesenta mil pesos. Al finalizar la década de 1940, la ciudad tenía un fuerte problema de congestionamiento por las numerosas terminales de camiones foráneos, distribuidas en diferentes partes del corazón de Guadalajara. Por ello, en 1950 el gobierno del estado acordó crear una central camionera, y se designó como lugar adecuado el terreno donde estaba el estadio municipal.
Se pusieron manos a la obra, se terminó el edificio de la Estación Central de Autotransportes y se puso en servicio el 8 de julio de 1955. Como dato curioso, esta central de autobuses fue la primera en su tipo en construirse en México. El tiempo pasó y hubo necesidad de erigir una nueva central, porque en la zona metropolitana ya era impropio tenerla en un lugar tan céntrico, puesto que dificultaba mucho la vialidad. Así que se construyó la Nueva Central de Autobuses en el municipio de Tlaquepaque, rumbo a la carretera Guadalajara-Zapotlanejo, sirviendo a la gente tapatía y a sus visitantes.
En la central "vieja" actualmente maniobran líneas de autotransporte con rutas cortas hasta 100 kilómetros de distancia de la ciudad, mientras que en la central "nueva" operan el resto de las líneas con salidas hacia el interior del país.

#### Terminal Terrestre del Aeropuerto Internacional de Guadalajara
Desde el 11 de diciembre de 2009, el Aeropuerto Internacional de Guadalajara cuenta con su propia terminal terrestre, que busca facilitar a los pasajeros el conectarse con las 2 centrales camioneras de la ciudad (Antigua central en Analco y nueva central en Tlaquepaque).
En la inauguración, Miguel Aliaga Gargallo, director de Relaciones Institucionales del Grupo Aeroportuario del Pacífico, operador de la terminal aérea, explicó los beneficios que significará a los pasajeros: “Podrán viajar desde ciudades pequeñas a precios accesibles a través de camiones, si es que cuentan con su boleto de avión. Lo que estamos haciendo en algunos de los casos es traernos aquellos autobuses que estaban haciendo parada en la terminal y que no tenían un lugar específico. Hoy en día tenemos esto y además se contará con servicio gratuito hacia el aeropuerto”.
Las unidades ofrecen a los pasajeros un moderno sistema de pantallas de información, a fin de que éstos estén informados de horarios de salida y llegada de los vuelos.
Las empresas que operan la terminal terrestre son TAP y otra que viaja hacia El Salto y Chapala, que ofrecía ese servicio al aeropuerto.

#### Terminal Sur de Autobuses de Tlaquepaque

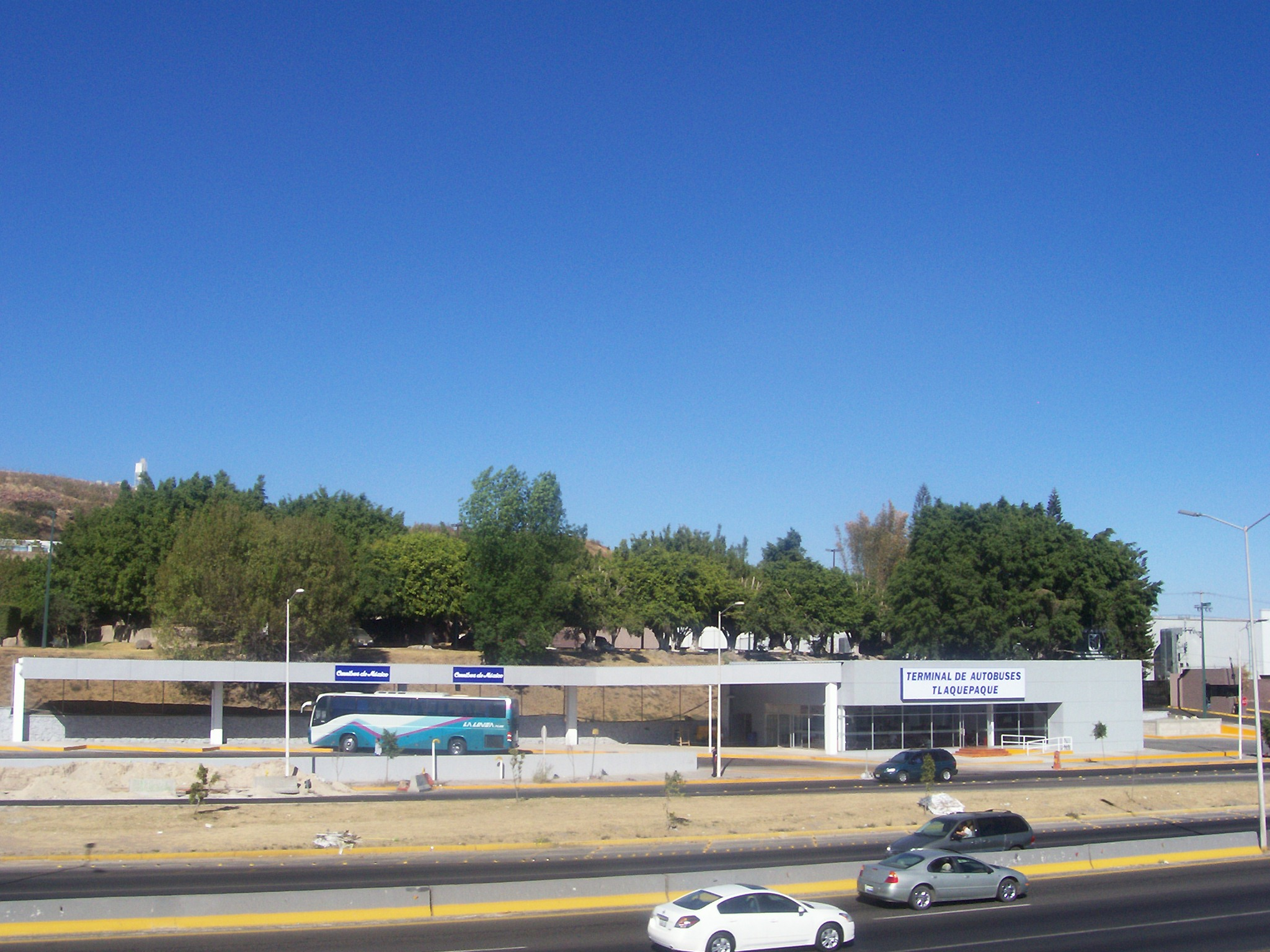
Central de Autobuses Tlaquepaque (ubicado en Periférico Sur).

El 27 de enero de 2011, comenzó a prestar servicio la Terminal Sur de Autobuses de Tlaquepaque. Está ubicada en Periférico Sur, aproximadamente a 200 metros del cruce de avenida Colón y Periférico Sur.
Esta nueva terminal únicamente cuenta con 4 andenes y 6 mostradores. El objetivo de su creación fue prestar un servicio adecuado para los pasajeros, al evitar prestar servicio directamente en las laterales de Periférico. Cuenta con servicio de estacionamiento, sanitarios, sala de espera, seguridad privada y alumbrado.
Sólo funciona para salidas de autobuses. Los descensos se siguen realizando a lo largo de Periférico. Se espera contar con al menos 22 destinos, la mayoría hacia las regiones pacífico y norte del país, como Manzanillo, Colima, Tepic, Puerto Vallarta, Mazatlán, Veracruz, Laredo, Monterrey y Sonora, algunas zonas de Michoacán, entre otros.

## Transportes y accesos terrestres

### Taxis
En Guadalajara existe una red de servicio de taxis. Son una opción que permite visitar diversos lugares de interés en la ciudad. Estos vehículos suelen están equipados con aire acondicionado para ofrecer comodidad durante su viaje.
Existen dos empresas encargadas de la operación de taxis en Guadalajara
- Transportación Terrestre Taxis de Guadalajara
- Transportación Terrestre Aeropuerto (ATASA TAXI)

### Transportación Terrestre Aeropuerto
El servicio de taxis del aeropuerto (ATASA TAXI) ofrece las siguientes características adicionales a las encontradas en taxis convencionales:
- Transporte ejecutivo.
- Paquetes turísticos dentro y fuera de la ciudad.
- Tarifas preferenciales en hoteles.
- Servicios de guía y traductores.

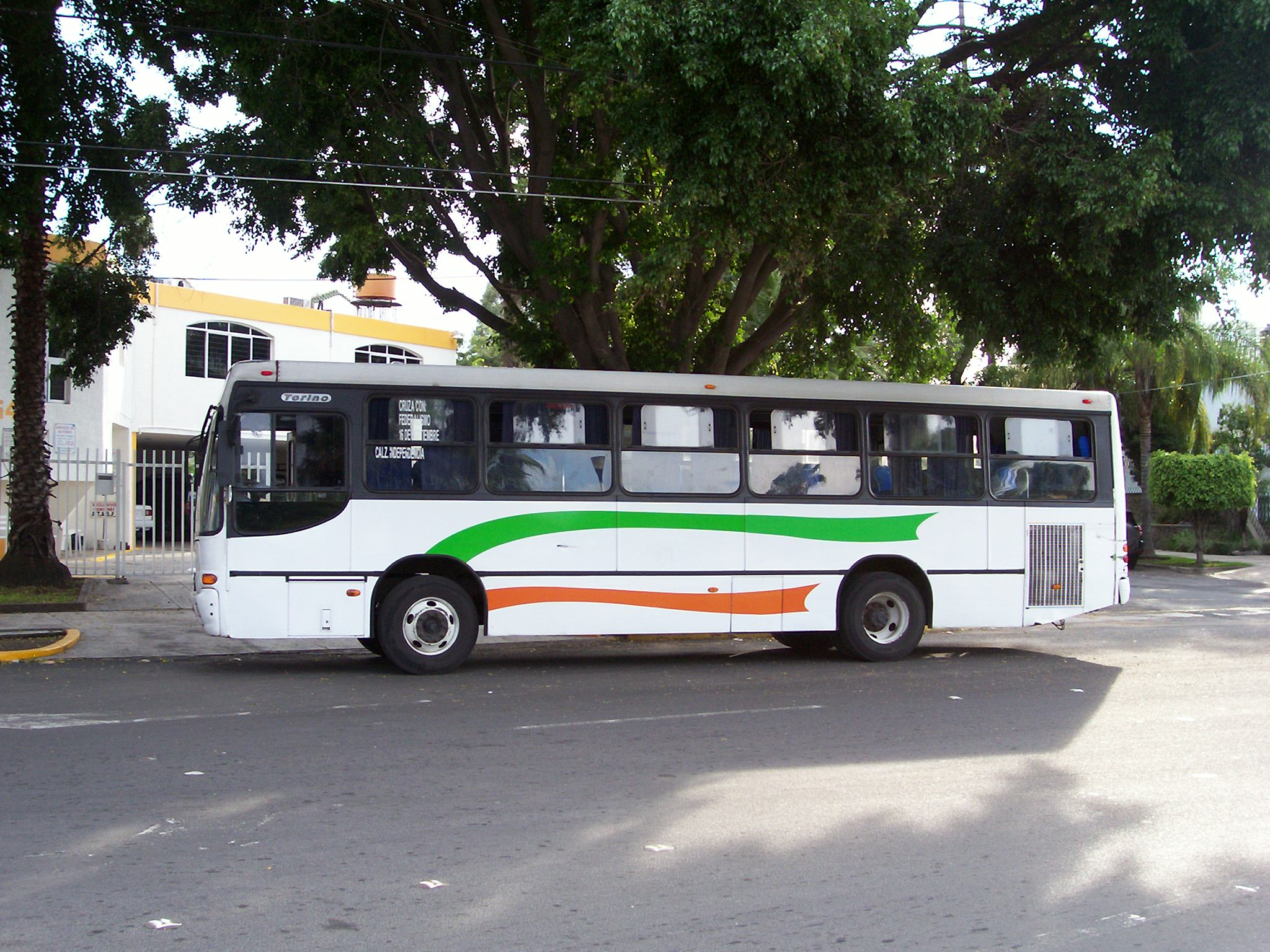
Una unidad del sistema de Autobús del Aeropuerto de Guadalajara (ATASA Transporte Terrestre Aeropuerto).

Existe además un servicio de autobús denominado ATASA AERO. Parte del aeropuerto hacia el centro de la ciudad y es posible tomarlo aproximadamente cada hora frente al edificio terminal. Su recorrido se completa en aproximadamente 45 minutos en horas de tráfico moderado, y tiene como destino la Colonia Moderna en el centro de Guadalajara.
| Rutas Aero-GDL |                              |                           |
| Ruta           | Origen                       | Destino                   |
| AERO           | Aeropuerto Internacional GDL | Antigua Central Camionera |

### Tapatío Tour

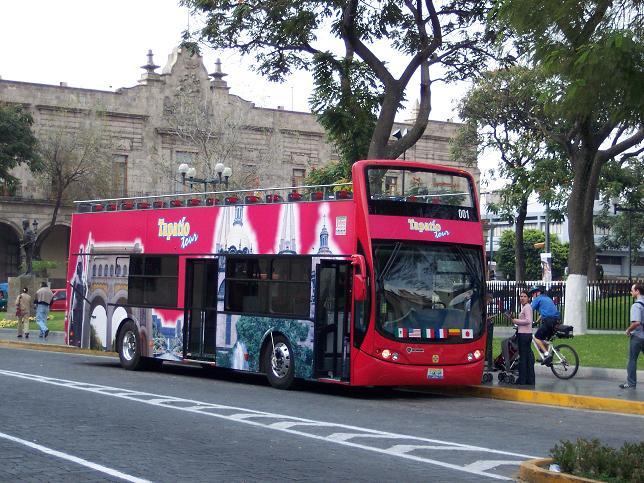
Autobús turístico Tapatío Tour,

Tapatío Tour es un autobús panorámico de dos pisos con techo descubierto, Cuenta con una rampa manual y 4 asientos exclusivos para personas con silla de ruedas.
Esta es una de las maneras más populares de conocer la ciudad, ya que permite explorar los lugares de interés con una vista panorámica difícil de conseguir de otra manera.

### Transporte conexión médica
Creada el 3 de abril de 2020, y puesta en marcha el 6 de abril del mismo año, es una empresa que brindaba servicio gratuito exclusivamente para el personal médico de la ciudad ante la pandemia de enfermedad por coronavirus de 2019-2020 que originó maltratos por parte de usuarios y conductores de transporte público convencional hacia el personal médico. Constó inicialmente de 3 rutas (A, B y C), las cuales circulaban por las clínicas y hospitales de la ciudad.
| Rutas    |                                    |                                           |
| Ruta A   | Viejo Hospital Civil               | Estación Periférico Norte L1 (Circuito)   |
| Ruta B   | Hospital General Regional 93 IMSS  | Hospital General Regional 45 IMSS (Ayala) |
| Ruta C   | Hospital General Regional 110 IMSS | Estación Periférico Sur L1                |
| Ruta D   | Zoquipan                           | Nuevo Hospital Cruz Verde Tesistan        |
| Ruta E   | Estación Periférico Sur L1         | Hospital General Regional 180 IMMS        |
| Ruta E-2 | Hospital General Regional 180 IMMS | Periférico y Adolf Horn                   |

## Transporte aéreo

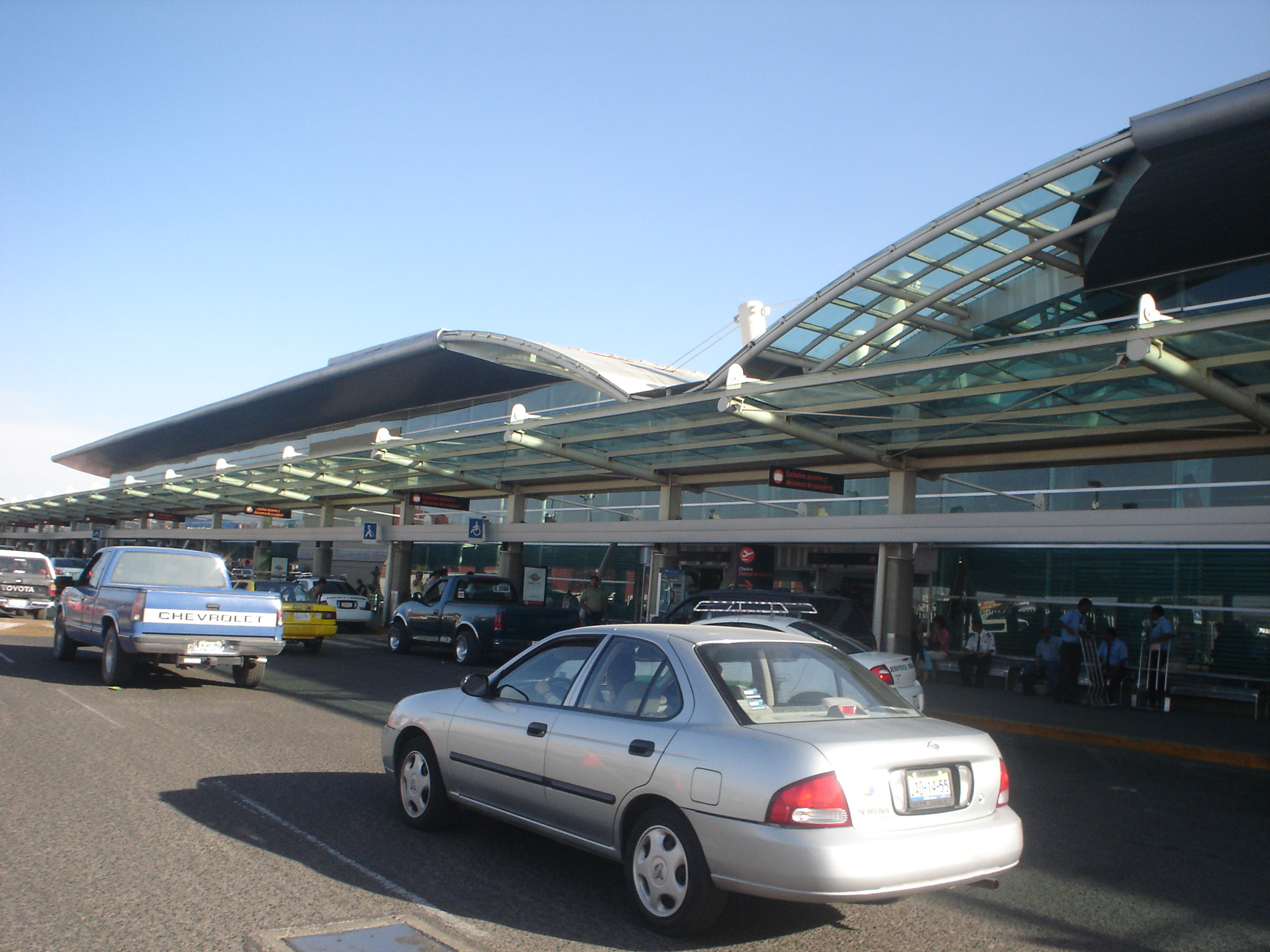
El Aeropuerto Internacional Don Miguel Hidalgo y Costilla o Aeropuerto Internacional de Guadalajara.

El Aeropuerto Internacional Don Miguel Hidalgo y Costilla o Aeropuerto Internacional de Guadalajara, fue construido en 1966 y se localiza a 16 kilómetros del centro de la ciudad de Guadalajara, Jalisco. En el 2008 recibió a 7,193,100 pasajeros mientras que en el 2009, el aeropuerto manejó 6,453,100 pasajeros. Es el tercer aeropuerto más ocupado de México, solo después del Aeropuerto Internacional de la Ciudad de México y del Aeropuerto Internacional de Cancún.
El Aeropuerto Internacional de Guadalajara está compuesto de dos pistas de aterrizaje y dos terminales.
Es también un aeropuerto principal para conexiones, siendo un centro de distribución de Mexicana, Aeroméxico Connect, y un centro secundario de Aeroméxico. Cuenta con vuelos a diversos lugares de México, América Central y Estados Unidos.
El aeropuerto fue llamado Miguel Hidalgo, que comenzó la guerra que le dio la Independencia a México de España. Él ha sido nombrado el "Padre de la Independencia Mexicana".

## Vialidades
Existen actualmente 17 200 calles y avenidas, muchas de las cuales se han ido trazando según la necesidad de la población; algunas calles dejan de funcionar como tales para convertirse en avenidas, expandiendo su trazo vial. Las modificaciones, las reparaciones y las hechuras corren bajo cuenta del gobierno municipal de Guadalajara.

### Principales vialidades de Guadalajara
- Av. Mariano Otero,
- Av. Adolfo López Mateos,
- Av. Revolución,
- Av. Patria,
- Av. Santa Esther
- Av. Alcalde-16 de septiembre,

Mapa de la ZMG con las principales arterias vialeas de la ciudad.

- Av. Javier Mina-Benito Juárez-Ignacio L. Vallarta,
- Av. México,
- Av. Enrique Díaz de León,
- Av. Manuel Ávila Camacho,
- Av. Acueducto,
- Av. Chapultepec,
- Av. Niños Héroes,
- Av. Miguel Hidalgo y Costilla,
- Av. Rafael Sanzio,
- Av. Dr. R. Michel,
- Av. González Gallo,
- Av. Marcelino García Barragán
- Av. Pedro Moreno,
- Av. 8 de Julio
- Av. Gobernador Curiel
- Av. Guadalupe,
- Av. Parres Arias (Calle 2),
- Anillo periférico Manuel Gómez Morin,
- Av. Circunvalación,
- Av. Artesanos,
- Av. Américas,
- Av. Belisario Domínguez,
- Av. Manuel López Cotilla,
- Av. Río Nilo
- Av. Plutarco Elías Calles
- Calzada del Federalismo,
- Calzada Independencia,
- Calzada Lázaro Cárdenas

### Autopistas y carreteras
El Estado se encuentra comunicado por una amplia red de carreteras, a través de las cuales integra a la entidad con el resto del país y que, conjuntamente con las carreteras estatales, permite comunicación con las 124 cabeceras municipales de la entidad, en una extensión de 25.303,98 km, de los que: 5.148,28 km corresponden a carreteras libres; 5.148,28 km de red Federal y 3.095,46 km de red Estatal; carreteras de cuota 566,10 km; 5.433,70 km a caminos rurales y 14.155,90 de brechas. Sus principales vías de comunicación vinculan a la entidad con el interior de Jalisco, con la capital de la República y con los principales centros industriales, tales como Monterrey, N.L., Saltillo y Torreón, Coah.; Querétaro, Qro.; León y Salamanca, Gto.; San Luis Potosí y el Noroeste, Centro y Sur del país.